# Monument aux morts de Port-Vendres
Le monument aux morts de Port-Vendres est un monument aux morts constitué d'une sculpture en pierre d'Aristide Maillol et situé à Port-Vendres, dans les Pyrénées-Orientales. Le monument, commandé en 1919 et inauguré en 1923, est classé monument historique en 1994. Une copie en bronze est installée à Paris.

## Description
L'œuvre est une sculpture en pierre située sur le port de Port-Vendres. Créée en 1919, elle représente une femme allongée tenant dans sa main droite des branches d'olivier. Une copie en bronze est située dans le Jardin des Tuileries, à Paris. Le modèle est Dina Vierny.

## Localisation
Le monument aux morts de Port-Vendres est situé place de l'Obélisque, face au port.
Une copie est installée depuis 1964 dans le jardin du Carrousel aux Tuileries, dans le 1er arrondissement de Paris. Elle fait partie d'un ensemble de statues de Maillol exposées en plein air.

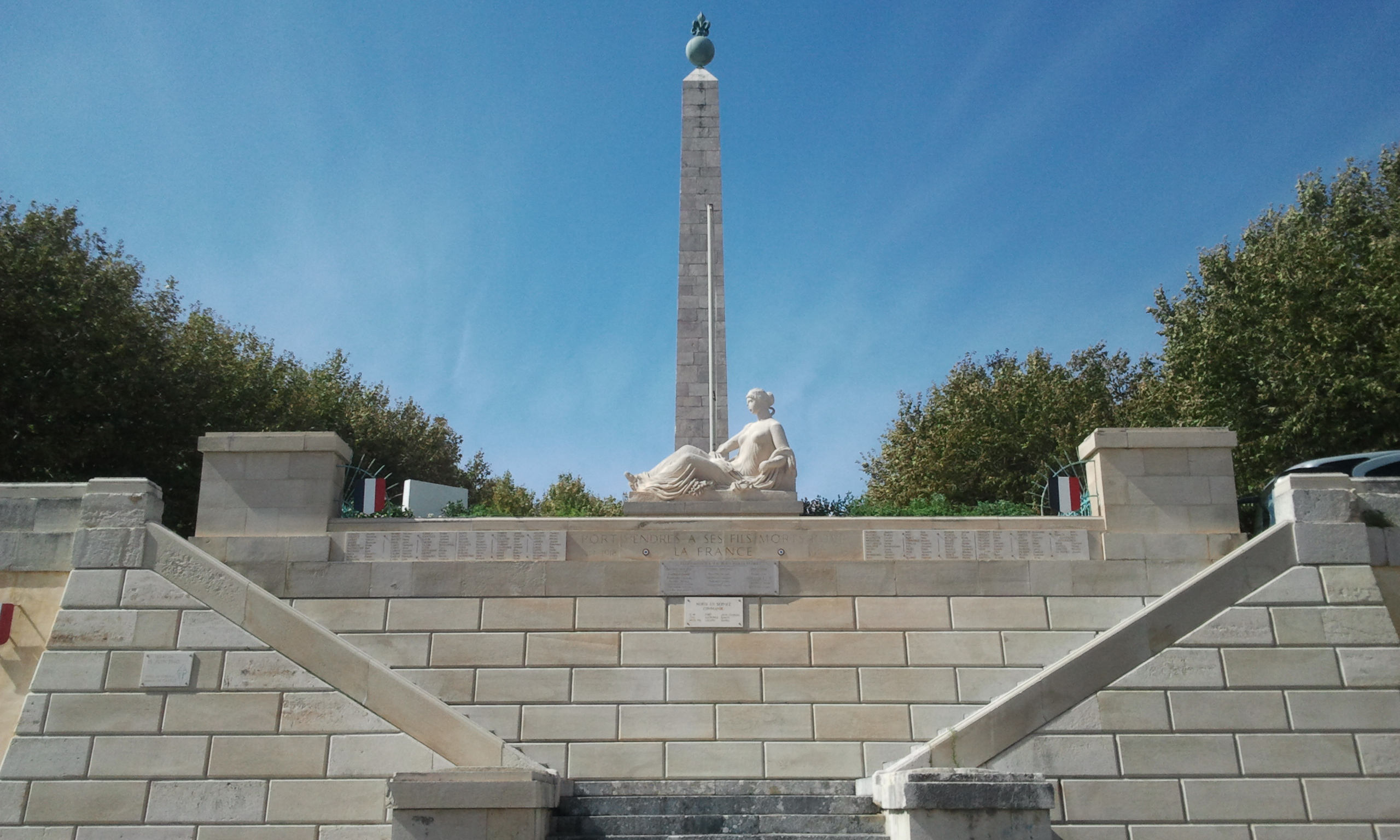
Vue d'ensemble du monument aux morts et de l'obélisque

## Histoire
Choqué par la première guerre mondiale, Aristide Maillol a réalisé gratuitement quatre monuments aux morts dans son département de naissance : à Céret (1922), Banyuls-sur-Mer (1933), Elne (1921) et Port-Vendres (1923).

## Inscriptions
Une plaque commémorative est consacrée au militaire et cryptanalyste français Étienne Bazeries. On peut y lire : 

« Commandant Etienne BAZERIES
cryptanalyste militaire français
né à Port-Vendres le 21 août 1846
inventeur du cylindre de BAZERIES
reconnu pour avoir cassé les codes
allemands pendant la première
 guerre mondiale. »